# Gabriel Vicéns
Gabriel Vicéns (Guaynabo, 16 marzo 1988) è un chitarrista portoricano.

## Biografia
Inizia la sua formazione musicale all’età di 12 anni e frequenta il Conservatorio di Musica di Porto Rico dove studia con Fernando Mattina, diplomandosi summa cum laude come primo chitarrista del programma di jazz e musica caraibica nel 2010. Dopo aver lavorato in numerosi progetti, nel 2016, si trasferisce a New York e frequenta il Queens College, studiando col chitarrista jazz Paul Bollenback concludendo gli studi nel 2017. Tra il 2019 e il 2021, Vicéns studia pittura alla Art Students League of New York con Pat Lipsky e nel 2022, consegue il dottorato in musica presso la Stony Brook University sotto la direzione di Ray Anderson. Inoltre, Vicéns ha studiato composizione con Daria Semegen, Carlos Cabrer e Lois V Vierk.
Vicéns ha formato numerosi gruppi propri e ha collaborato con molti grandi del jazz, tra cui Eddie Gómez, David Sánchez, Alex Sipiagin e Miguel Zenón. All'età di 24 anni, Vicéns è diventato professore presso l'Università Interamericana di Porto Rico, dove ha impartito lezioni private di chitarra jazz fino al 2015. 
Ha pubblicato quattro album: Point In Time (2012), Days (Inner Circle Music, 2015), The Way We Are Created (Inner Circle Music, 2021) e Mural (Stradivarius, 2024). Inoltre, Vicéns è co-leader del gruppo sperimentale e di improvvisazione libera No Base Trio con il quale ha pubblicato due album sotto l'etichetta discografica Setola di Maiale. Ha ricevuto il "New Jazz Works" della Chamber Music America nel 2023 e il suo lavoro è stato presentato e recensito in molte pubblicazioni nazionali e internazionali.

## Discografia

### Come leader
- 2012 - Gabriel Viéns - Point In Time
- 2015 - Gabriel Vicéns - Days (Inner Circle Music)
- 2021 - Gabriel Vicéns - The Way We Are Created (Inner Circle Music)
- 2024 - Gabriel Vicéns - Mural (Stradivarius)

### Come collaboratore
- 2020 - No Base Trio - No Base Trio (Setola di Maiale)
- 2022 - No Base Trio - NBT II (Setola di Maiale)